# Une main encombrante
Une main encombrante (titre original : Handen) est un roman policier de Henning Mankell paru en 2013 en Suède, traduit en français en 2014 et mettant en scène l'inspecteur de police Kurt Wallander.

## Résumé
Wallander veut acheter une maison isolée mais lors de la visite, il tombe sur ce qu'il croit être un râteau, il s'agit d'un squelette. 

## Éditions imprimées
Édition originale en suédois
- (sv) Henning Mankell, Handen, Stockholm, Leopard, 2013 (ISBN 978-91-7343-465-2)

Éditions françaises
- Henning Mankell (trad. du suédois par Anna Gibson), Une main encombrante [« Handen »], Paris, éd. du Seuil, coll. « Seuil policiers », 9 octobre 2013, 175 p., 23 cm (ISBN 978-2-02-114013-2, BNF 44204446)
- Henning Mankell (trad. du suédois par Anna Gibson), Une main encombrante [« Handen »], Paris, éd. Points, coll. « Points policier » (no P4159), 3 septembre 2015, 159 p., 18 cm (ISBN 978-2-7578-5504-1, BNF 44413532)

## Livres audio
Livre audio en français
- Henning Mankell (trad. du suédois par Anna Gibson), Une main encombrante [« Handen »], Ville-d'Avray, éd. Sixtrid, 12 mars 2015Texte intégral ; narrateur : Marc-Henri Boisse ; support : 1 disque compact audio MP3 ; durée : 3 h 10 min environ ; référence éditeur : A80M.

## Adaptation télévisuelle
Le roman a fait l'objet, dans le cadre de la série télévisée Les Enquêtes de l'inspecteur Wallander (Wallander), avec Kenneth Branagh, d'une adaptation d'environ 90 minutes, titrée Mort clandestine (An Event in Autumn). Initialement diffusée, sur la BBC au Royaume-Uni, le 8 juillet 2012 (saison 3, épisode 1), le téléfilm est emis en France, le 13 septembre 2013, sur la chaîne Arte.